# Westoverledingen
Westoverledingen är en kommun i det tyska distriktet Leer i det historiska landskapet Ostfriesland i delstaten Niedersachsen. Kommunen ligger i den västra delen av det historiska området Overledingerland.

## Geografi
I kommunen, som ligger mellan städerna Leer och Papenburg, finns ett område bestående av landskapstypen geest som löper i nordsydlig riktning. Kommunen ligger längs den gamla huvudvägen mellan Ostfriesland, Emsland och Münsterland.

## Historia
Flera av orterna i denna del av Overledingen har en lång historia. En av de äldsta byarna är Ihrhove som är byggd på geestmark och har en kyrka från 1200-talet. I Ihrhove fanns vidare en borg som förstördes redan på 1400-talet. Byn Völlen grundades runt år 700. Där finns bland annat en kyrka från 1330.

## Orter i Westoverledingens kommun
Kommunen bildades i samband med kommunreformen 1973. Den består av följande orter:
- Völlen (5.242 invånare år 2001)
- Flachsmeer (4.151)
- Ihrhove, kommunens huvudort (3.538)
- Ihren (2.008)
- Steenfelde (1.840)
- Grosswolde (1.687)
- Folmhusen (586)
- Breinermoor (375)
- Esklum (218)
- Mitling-Mark (199)
- Grotegaste (164)
- Driever (128)